# Liste des conseillers généraux de l'Ardèche
Pour un article plus général, voir Conseil général de l'Ardèche.
 (juin 2020).

## Le Président duconseil généralde l'Ardèche
- Hervé Saulignac (PS), depuis 2012, (Canton de Privas), Vice-Président du Conseil régional de Rhône-Alpes

## Les 9 vice-présidents du Conseil général
- Laurent Ughetto (PS), (canton de Vallon-Pont-d'Arc), 1e Vice-Président chargé du développement économique, de l'emploi et de l'agriculture. président de l'A.D.T

- Martine Finiels (PS), (Canton  de Vernoux-en-Vivarais), 2e Vice-Présidente chargée de la solidarité, la santé, la lutte contre les exclusions, les personnes âgées et les personnes handicapées

- Robert Cotta (PCF), (canton de Rochemaure), 3e Vice-Président chargé des infrastructures de déplacements, Maire de Cruas

- Raoul L'Herminier (PS), (canton de Joyeuse), 4e Vice-Président chargé de l'éducation, à l'enseignement supérieur, à la formation et au logement

- Simon Plenet (PS), (Canton d'Annonay-Sud), 5e Vice-Président chargé du développement durable, de  l'environnement et des changements climatiques

- Jean-Paul Manifacier (PS), (Canton des Vans), 7e Vice-Président chargé du logement, de l'économie sociale et solidaire et de la forêt

- Bernard Bonin (Divers Gauche), (Canton de Valgorge), 8e Vice-Président chargé des ressources humaines, Maire de Valgorge

- Marc Bolomey (PS), (Canton de La Voulte-sur-Rhône), 9e Vice-Président chargé des transports, des mobilités et des solidarités internationales, Maire de La Voulte-sur-Rhône

## Conseillers généraux délégués
- Pascal Terrasse (PS), (canton de Bourg-Saint-Andéol), délégué à la réforme territoriale, ancien Président, Député

- Denis Lacombe (PS), (canton d'Annonay-Nord), délégué à la vie associative, au sport et aux anciens combattants

- Olivier Pévérelli (PS), (Canton de Viviers),  délégué à la culture et au patrimoine, Maire de Le Teil

- Denis Duchamp (DVG), (Canton de Serrières), délégué aux personnes en situation de handicap, Maire de Félines

- Lætitia Serre (PS), (Canton de Saint-Pierreville), déléguée à l'enfance et famille, maire de Beauvène

- Gérard Bruchet (DVG), (Canton de Thueyts), délégué au tourisme, Maire de Meyras

- Jean-Paul Roux (DVG), (Canton de Villeneuve-de-Berg),délégué à l'agriculture,  Maire de Lussas

- Robert Roux (PS), (Canton d'Antraigues-sur-Volane),délégué au commerce et à l'artisanat, Maire de Saint-Joseph-des-Bancs

- Maurice Quinkal (PRG), (canton de Tournon-sur-Rhône), délégué aux technologies de l'information et la communication, Maire de Vion

- Michel Chantre (DVG), (Canton de Saint-Martin-de-Valamas), délégué aux bâtiments départementaux ,  Maire  de Saint-Jean-Roure

- Jérome Gros (SE), (Canton de Saint-Étienne-de-Lugdarès), délégué à la citoyenneté et à la jeunesse ,  Maire  de Lavillatte

## Autres conseillers généraux
- Alain Martin (Divers Droite), (Canton de Chomérac), Maire de Le Pouzin

- Jacques Dubay (UDI), (Canton de Saint-Péray), Maire d'Alboussière

- Jacques Alexandre (Divers droite), (Canton de Burzet), Adjoint au Maire de Saint-Pierre-de-Colombier

- Jacques Chabal (UMP),(Canton du Cheylard), Maire de Le Cheylard

- Jean-Paul Chauvin (UDI), (Canton de Saint-Félicien), Maire de Saint-Félicien

- Jean-Pierre Constant (UMP), (Canton d'Aubenas), Maire d'Aubenas

- Patrick Coudene (Divers Droite), (Canton de Montpezat-sous-Bauzon), Maire du Roux

- Jean-Roger Durand (UDI), (Canton de Largentière), Maire de Largentière

- Jacques Genest (UMP), (Canton de Coucouron), Sénateur-Maire de Coucouron

- Pierre Giraud (Divers droite), (Canton de Satillieu), Maire de Satillieu

- Bernard Perrier (Divers Droite), (Canton de Vals-les-Bains)

- Jean-Paul Vallon (Divers Droite), (Canton de Lamastre), Maire de Lamastre

## Composition politique

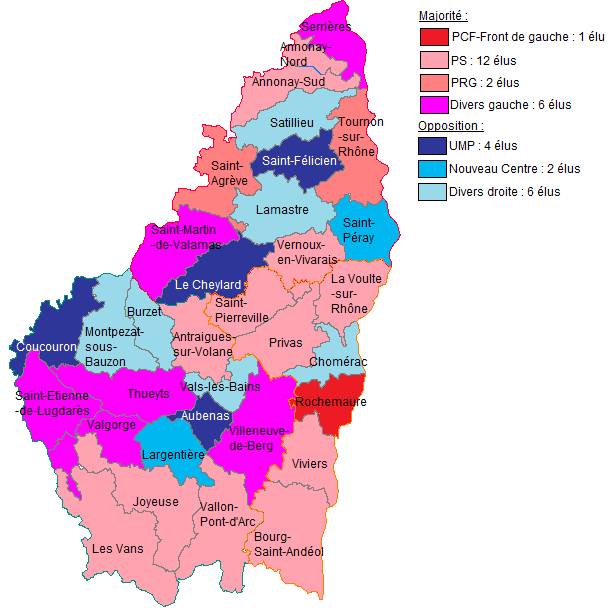
Étiquettes politiques des conseillers généraux de l'Ardèche à la suite des cantonales de 2011

| Parti                                 | Sigle | Elus |
| ------------------------------------- | ----- | ---- |
| Majorité (21 sièges)                  |       |      |
| Parti Socialiste                      | PS    | 12   |
| Divers gauche                         | DVG   | 6    |
| Parti radical de gauche               | PRG   | 2    |
| Parti Communiste Français             | PCF   | 1    |
| Opposition-Ardèche Avenir (12 sièges) |       |      |
| Divers droite                         | DVD   | 6    |
| Union des démocrates et indépendants  | UDI   | 3    |
| Union pour un mouvement populaire     | UMP   | 3    |
| Président du Conseil général          |       |      |
| Hervé Saulignac (PS)                  |       |      |